# Axel Disasi
Axel Wilson Arthur Disasi Mhakinis Belho, född 11 mars 1998 i Gonesse, är en fransk-kongolesisk fotbollsspelare som spelar för Chelsea och Frankrikes landslag.

## Klubbkarriär

### Tidig karriär
Disasi lämnade USM Senlis för spel i huvudstaden och i Paris FC 2014. Han hann med att spela i B-laget en säsong innan han skrev på för seniorlaget 2015, där han gjorde debut i en förlustmatch mot RC Lens. Efter bara tre matcher i laget skrev han 2016 på för den betydligt större klubben Reims, som även de spelade i Ligue 2 vid den här tidpunkten. I Reims fick han en hel del speltid, vilket lockade Monaco att vilja värva honom; den 7 augusti 2020 blev affären en verklighet och Disasi femårskontrakt.

### Monaco
Den 23 augusti 2020 gjorde mittbacken sin debut för den nya klubben i en match mot sin förra klubb Reims. Han gjorde ett mål i debuten och matchen slutade 2–2.

### Chelsea
Den 4 augusti 2023 värvades Disasi av Chelsea, där han skrev på ett sexårskontrakt.

## Landslagskarriär
I november 2022 blev Disasi uttagen i Frankrikes trupp till VM 2022 som ersättare till skadade Presnel Kimpembe.